# Arnoldo Gálvez Suárez

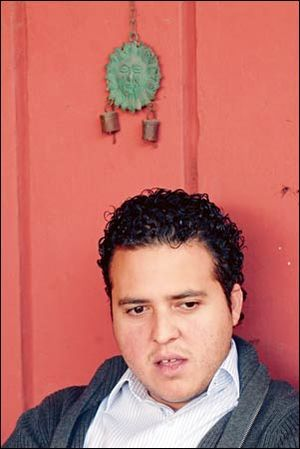
Arnoldo Gálvez Suárez (2013)

Arnoldo Gálvez Suárez (geboren 1982 in Guatemala-Stadt) ist ein guatemaltekischer Journalist und Schriftsteller.

## Leben
Arnoldo Gálvez Suárez studierte Journalismus und Kommunikationswissenschaften und arbeitete zunächst als Journalist. Er veröffentlichte 2005 seinen ersten Band mit Kurzgeschichten El tercer perfil. Im Roman Puente adentro thematisierte er 2015 den Guatemaltekischen Bürgerkrieg aus Sicht der heutigen, jüngeren Generation.

## Werke (Auswahl)
- El tercer perfil. Ciudad de Guatemala : Letra Negra Editores, 2005
- Los jueces. Ciudad de Guatemala : Letra negra, 2009
- La palabra cementerio. Guatemala ciudad, Guatemala, C.A. : Prisa Ediciones : Editorial Santillana, 2013
- Puente adentro. Guatemala : F&G Editores, 2015
  - Die Rache der Mercedes Lima. Übersetzung Lutz Kliche. Frankfurt am Main : Edition Büchergilde, 2017